# 芦清
芦清（あしきよ、生没年不詳）とは、江戸時代の大阪の浮世絵師。

## 来歴
蘭英斎芦国の門人かといわれる。大坂の人。作画期は文化11年（1814年）から文化13年にかけてで、役者絵を残している。

## 作品
- 「普賢 中村歌右衛門」大判錦絵 ※文化13年3月、大坂角の芝居の『其九絵彩四季桜』より。「しら雲と 偽る夜肖 普賢像 芝翫讃」の句あり